# Марцхена Рквія
Марцхена Рквія (груз. მარცხენა რკვია) — село в Грузії.
За даними перепису населення 2014 року в селі проживає 83 особи.